# مايك غوف (لاعب كرة قاعدة)
مايك غوف (بالإنجليزية: Mike Goff)‏ هو لاعب كرة قاعدة أمريكي، ولد في 30 سبتمبر 1962.

## وصلات خارجية
- مايك غوف على موقعبيزبول رفرنس.كوم (الدوري الثانوي) (الإنجليزية)